# Jonáš a tingltangl a doktor Matrace
Jonáš a tingltangl a doktor Matrace je gramofonová LP deska i CD vracející se do tzv. zlaté éry divadla Semafor. Obsahuje písně, které Jiří Suchý a Jiří Šlitr skládali pro hry o kabaretiérovi Jonášovi. Společnost Supraphon album vydala v dubnu 2017 pod katalogovým číslem SU 6371-1 (LP) a SU 6371-2 (CD).

## Sestava a přijetí alba
Album Jonáš a tingltangl a doktor Matrace se vrací k semaforským představením Jonáš a tingltangl (1962) a Jonáš a dr. Matrace (1969). V případě gramofonové desky je každá strana věnovaná jedné hře. Jedná se o první vinylovou desku Semaforu vydanou od kompilačního alba Ach, ta láska nebeská z roku 1992. Písně na albu pocházejí z archivu vydavatelství Supraphon a jedná se o studiové verze skladeb. Doprovodné texty na obal napsali Jiří Suchý a Lukáš Berný, na LP desce byly vytištěny přímo na vnitřním ochranném obale vinylu. Producentkou alba byla Naďa Dvorská, mastering provedl Martin Kusák. Pro obal byly upraveny umělecké koláže z alba Jonáš a doktor Matrace z roku 1969. Časopis Týden v recenzi uvedl: "Ty písně ilustrují svou dobu, avšak některé jí utekly až do naší přítomnosti a mezitím ‚zlidověly‘ (z prvního Jonáše třeba Tulipán, z druhého Jó, to jsem ještě žil), další se sice u táboráků asi moc nezpívají, ale jejich poetika dodnes nevyčpěla (Modré punčochy; Mississippi, Kos...)." Recenze Divadelních novin konstatovala: "S+Š i orchestr Ferdinanda Havlíka na vrcholu. Co víc dodat?"

## Seznam skladeb
| Strana 1 | Strana 1                               | Strana 1                   | Strana 1               | Strana 1 |
| Pořadí   | Název                                  | Autor                      | Zpěv                   | Délka    |
| -------- | -------------------------------------- | -------------------------- | ---------------------- | -------- |
| 1.       | Vyvěste fangle                         | Jiří Šlitr, Jiří Suchý     | Jiří Suchý             | 1:56     |
| 2.       | Honky tonky blues                      | Jiří Šlitr, Jiří Suchý     | Jiří Suchý, Jiří Šlitr | 2:58     |
| 3.       | Klementajn (Oh My Darling, Clementine) | Percy Montrose, Jiří Suchý | Jiří Suchý             | 3:17     |
| 4.       | Modré punčochy                         | Jiří Šlitr, Jiří Suchý     | Jiří Suchý             | 3:05     |
| 5.       | Škrhola                                | Jiří Šlitr, Jiří Suchý     | Jiří Suchý             | 1:59     |
| 6.       | Koupil jsem si knot                    | Jiří Šlitr, Jiří Suchý     | Jiří Suchý             | 3:09     |
| 7.       | Tak jak ten Adam                       | Jiří Šlitr, Jiří Suchý     | Jiří Suchý             | 3:20     |
| 8.       | Chybí mi ta jistota                    | Jiří Šlitr, Jiří Suchý     | Jiří Suchý, Jiří Šlitr | 3:13     |
| 9.       | Tulipán                                | Jiří Šlitr, Jiří Suchý     | Jiří Suchý             | 2:21     |

| Strana 2 | Strana 2              | Strana 2               | Strana 2                      | Strana 2 |
| Pořadí   | Název                 | Autor                  | Zpěv                          | Délka    |
| -------- | --------------------- | ---------------------- | ----------------------------- | -------- |
| 10.      | Margareta             | Jiří Šlitr, Jiří Suchý | Jiří Suchý                    | 3:33     |
| 11.      | Mississippi           | Jiří Šlitr, Jiří Suchý | Jiří Suchý, Jiří Šlitr        | 3:26     |
| 12.      | Kos                   | Jiří Šlitr, Jiří Suchý | Jiří Suchý                    | 2:45     |
| 13.      | Bledá slečna          | Jiří Šlitr, Jiří Suchý | Jiří Suchý                    | 2:37     |
| 14.      | Jó, to jsem ještě žil | Jiří Šlitr, Jiří Suchý | Jiří Suchý                    | 4:12     |
| 15.      | Kubistický portrét    | Jiří Šlitr, Jiří Suchý | Jiří Suchý                    | 3:13     |
| 16.      | Dialog                | Jiří Suchý             | hovoří Jiří Suchý, Jiří Šlitr | 3:36     |
| 17.      | Proti všem            | Jiří Šlitr, Jiří Suchý | Jiří Suchý, Jiří Šlitr        | 2:07     |
| 18.      | Kdo chce psa bít      | Jiří Šlitr, Jiří Suchý | Jiří Suchý                    | 2:46     |

## Hudební doprovod
- Ferdinand Havlík s orchestrem (1, 4-18)
- Taneční orchestr Československého rozhlasu, řídí Josef Vobruba (2)
- Karel Vlach se svým orchestrem (3)
- Vokální sbor (1, 2, 5, 7)
- sbor Semafor Girls (10, 12-15, 17, 18)